# Lolo Hot Springs

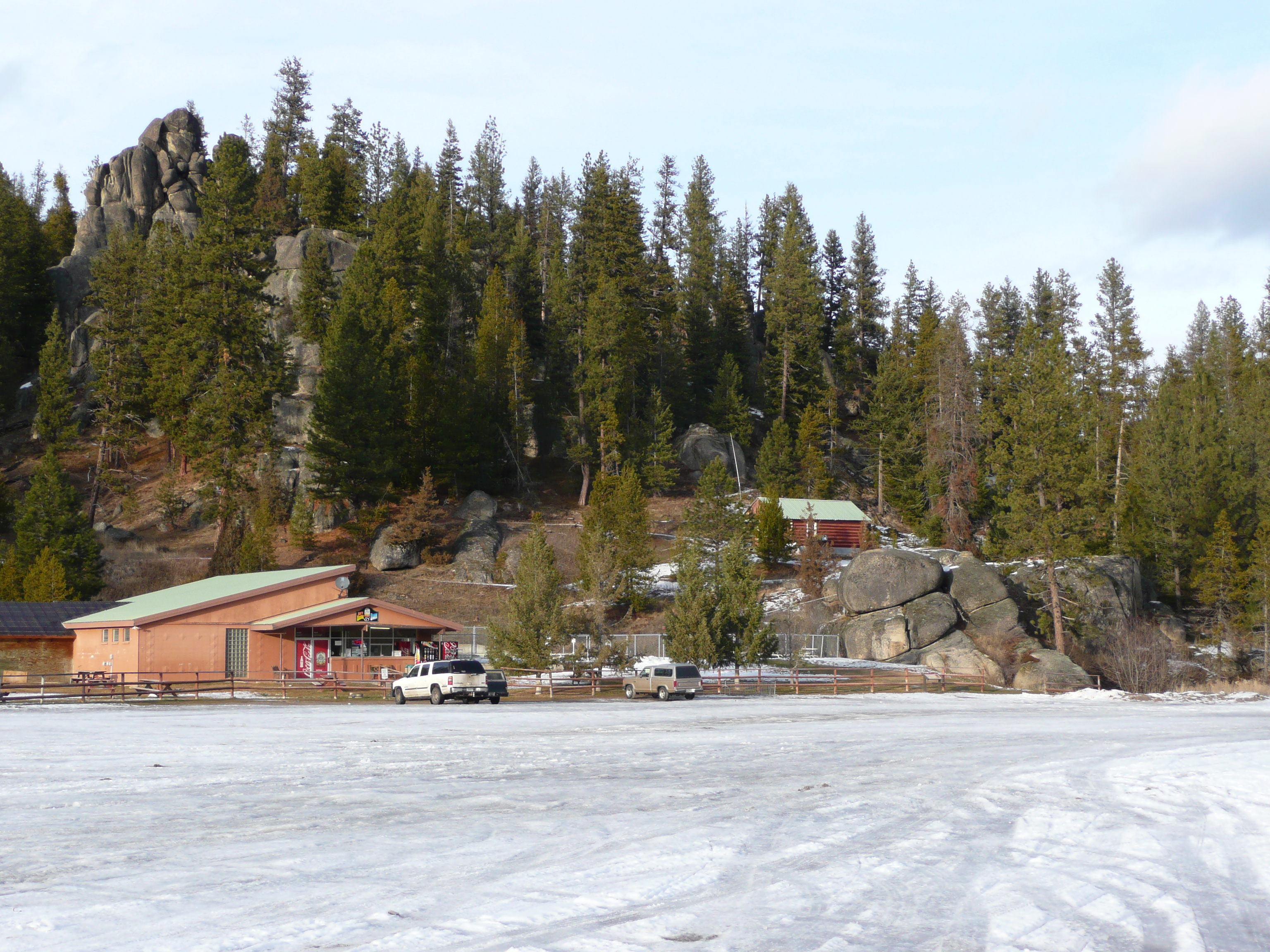
Lolo Hot Springs, 2011.

Lolo Hot Springs é uma comunidade não incorporada no condado de Missoula no estado do Montana, nos Estados Unidos.

## Marco histórico
Lolo Hot Springs possui apenas uma entrada no Registro Nacional de Lugares Históricos, o Lolo Trail, o qual também é um Marco Histórico Nacional.